# ادو مانگا
ادو مانگا (به پرتغالی: Eduardo Antonio dos Santos) هافبک اهل برزیل است که در شهر برزیل و در تاریخ ۲ فوریهٔ ۱۹۶۷ به دنیا آمده‌است.
ادو مانگا در تیم‌های فوتبال باشگاه فوتبال شیمیزو اس-پالس سابقهٔ حضور دارد.